# Rong Fu
Rong Fu (Qin'an, ...) è un'attrice cinese naturalizzata canadese.

## Biografia
Nata nella contea di Qin'an, in Cina, Rong Fu è emigrata in Canada con la famiglia all'età di otto anni, e ora vive a Toronto. Si è innamorata della recitazione dopo essersi unita al club di recitazione della sua scuola media. Si è laureata al Conservatorio di recitazione della York University e ha conseguito un BFA con lode.
Nel 2022 è nel cast di Star Trek: Strange New Worlds trasmessa su Paramount+, ottava serie live-action del franchise di fantascienza Star Trek, in cui interpreta l'ufficiale di plancia Jenna Mitchell, a bordo della USS Enterprise NCC-1701 capitanata da Christopher Pike.

## Filmografia

### Attrice

#### Cinema
- Dr. Cabbie, regia di Jean-François Pouliot (2014)
- Entrain, regia di Adrien Benson ed Elaine Poon - cortometraggio (2014)
- Quando un padre (A Family Man), regia di Mark Williams (2016)
- Birdland, regia di Peter Lynch (2018)
- May Flowers, regia di Marianna Phung - cortometraggio (2018)
- The Durian Project, regia di Marianna Phung - cortometraggio (2018)
- My Fake Boyfriend, regia di Rose Troche (2022)

#### Televisione
- Warehouse 13 - serie TV, episodio 4x08 (2012)
- Cracked - serie TV, episodio 1x11 (2013)
- Rookie Blue - serie TV, episodio 4x13 (2013)
- Working the Engels - serie TV, episodio 1x06 (2014)
- The Divide - serie TV, episodio 1x04 (2014)
- Baroness Von Sketch Show - serie TV, episodio 1x02 (2016)
- American Gothic - serie TV, episodio 1x04 (2016)
- Colonnello in cattedra (For Love & Honor), regia di Laurie Lynd - film TV (2016)
- Beauty and the Beast - serie TV, 4 episodi (2016)
- Odd Squad - serie TV, episodio 2x21 (2017)
- Indagini ad alta quota (Mayday) - serie TV docufiction, episodio 18x04 (2018)
- Z-O-M-B-I-E-S, regia di Paul Hoen - film TV (2018)
- Carter - serie TV, episodio 1x07 (2018)
- American Gods - serie TV, episodio 2x08 (2019)
- Hey Lady! - serie TV, episodio 1x07 (2020)
- Workin' Moms - serie TV, episodio 4x06 (2020)
- Condor - serie TV, episodio 2x10 (2020)
- Hudson & Rex - serie TV, episodio 3x12 (2021)
- The Kings of Napa - serie TV, episodi 1x07-1x08 (2022)
- Pretty Hard Cases - serie TV, episodi 2x03-2x08 (2022)
- Hello (Again) - serie TV, 8 episodi (2022)
- Good Sam - serie TV, episodi 1x08-1x10 (2022)
- Star Trek: Strange New Worlds - serie TV, 4 episodi (2022)

### Sceneggiatrice
- May Flowers, regia di Marianna Phung - cortometraggio (2018)

## Doppiatrici italiane
Nelle versioni in italiano delle opere in cui ha recitato, Rong Fu è stata doppiata da:
- Sara Giacopello in Carter